# Coccinella trifasciata
Coccinella trifasciata is een keversoort uit de familie lieveheersbeestjes (Coccinellidae). De wetenschappelijke naam van de soort werd in 1758 gepubliceerd door Carl Linnaeus. Het lieveheersbeestje is ongeveer 5 mm groot.

## Verspreiding en leefgebied
De soort komt voor in de Alpen, Scandinavië, het noorden van Rusland en in Noord-Amerika.